# Ecossistema e Paisagem Cultural Relíquia de Lopé-Okanda
O Ecossistema e Paisagem Cultural Relíquia de Lopé-Okanda localiza-se ao longo do vale do rio Ogooué, nas províncias de Ogoué-Ivindo e Ogoué-Lolo no Gabão. Abrangendo uma área total de 491.291 ha (4.919 km²) e área restrita de 150.000 ha (1.500 km²), constitui-se numa região única de ainda preservadas densas florestas tropicais e áreas de savanas sendo um impressionante registro histórico-biológico dessa transição ao longo dos últimos 15.000 anos. Foi inscrito na lista do Património Mundial da UNESCO em 2007. 
Essa área de transição entre florestas tropicais e savanas, abriga uma grande variedade de espécies animais, incluindo mamíferos em risco de extinção. O sítio demonstra os processos biológicos e ecológicos ao longo dos tempos de como variadas espécies da fauna e flora se adaptaram ao habitat com as sucessivas alterações climáticas. Também encontram-se inúmeros vestígios da presença humana ao longo de 400.00 anos desde a Era Paleolítica, a Neolítica até a Idade do Ferro. Mostra a passagem de diferentes povos pela região, como habitações, cavernas e abrigos, restos de trabalho com ferro e cerca de 1800 petróglifos (gravuras na rocha). A coleção de sítios do Neolítico e da Idade do Ferro mostra uma rota de migração dos Bantu e de outros povos africanos.